# Ertheneburg
Die Ertheneburg ist eine abgegangene 1106 erstmals urkundlich erwähnte Befestigungsanlage am Elbübergang der Alten Salzstraße bei Schnakenbek im Kreis Herzogtum Lauenburg in Schleswig-Holstein.

## Lage
Die Ertheneburg der mittelalterlichen Quellen wird seit 1826 mit der bis dahin angeblich auch als Striepenborg bezeichneten Wallanlage auf dem hohen Nordufer der Elbe westlich von Schnakenbek gleichgesetzt. Dort ist das Vorhandensein einer mittelalterlichen Burganlage durch archäologische Befunde gesichert. Die Kritik an dieser Gleichsetzung beruft sich auf die mehrdeutigen Schriftquellen und vermutet die Ertheneburg auf dem südlichen Elbufer in Artlenburg, ohne jedoch die Existenz einer Burganlage in Artlenburg vor 1182 durch Grabungsfunde belegen zu können. Die Diskussion erhielt 2017 mit den neu entdeckten archäologischen Funden (siehe „Ausgrabungen“) vom Südufer, die die dortige Existenz einer Siedlung des 11./12. Jahrhunderts belegen, während ein solcher Nachweis am Nordufer bislang noch fehlt, neue Nahrung.

## Aufbau
Die Reste der Burg werden von einem bogenförmigen Ringwall mit der offenen Seite nach Süden gebildet. Hier fällt der Steilhang 30 Meter zur Elbe hin ab. An den Wall schließt sich im Norden und Osten ein bis zu 4 Meter tiefer Graben an, der im Norden durch eine Erdbrücke getrennt wird. Diese führt durch einen Walldurchlass in die Burg, die eine Fläche von 65 mal 100 Meter aufweist. Aus diesen Resten ist die ursprüngliche Gestalt der Burg nicht mehr zu erkennen. Einer Karte aus dem Jahre 1723 zufolge waren Wall und Graben damals im südlichen Bereich noch vorhanden. Demnach wäre die Südseite der Befestigungsanlage im 18. Jahrhundert in die Elbe gestürzt, ein etwaiges Vorfeld gegebenenfalls früher. Entsprechend fanden sich zu Beginn des 19. Jahrhunderts in der Elbe unterhalb des Steilhanges gewaltige Steine, bei denen es sich um die Grundsteine der Südbefestigung handeln könnte. Arnold von Lübeck berichtet für das Jahr 1182 von einer steinernen Ringmauer der Ertheneburg.

## Geschichte

Magnus von Sachsen starb 1106 auf der Ertheneburg – Bildnis nach Johann Agricola 1562

Die Ertheneburg diente zur Sicherung des Elbüberganges der Alten Salzstraße zwischen Lüneburg und Lübeck. Ihr Weichbild lag auf dem gegenüberliegenden Elbufer in Artlenburg. Der Name der Burg ist dem eines Flusses namens Ertene entlehnt, bei dem es sich möglicherweise um einen südlichen Nebenfluss der Elbe, wahrscheinlicher aber um einen Elbarm gehandelt hat.
Einen Graf Siegfried von Ertheneburg erwähnt bereits zum Jahre 1026 der Annalista Saxo, der aber mit dem in der Chronik des Albert von Stade für den „Beginn der dreißiger Jahre des 12. Jahrhunderts“ belegten Siegfried von Ertheneburg identisch sein soll.
Am 23. August 1106 starb Herzog Magnus von Sachsen aus der Familie der Billunger auf der Ertheneburg; sein Tod war das Ende der Billungerherrschaft, das Herzogtum fiel an den späteren Kaiser Lothar von Supplinburg, der Familienbesitz ging über seine Töchter an die Familien der Welfen und Askanier. 1129 wird der abodritische Fürst Swinike, Sohn des Swentipolk, zu Ertheneburg getötet. Mit ihm erlischt das abodritische Fürstengeschlecht der Nakoniden.
Die Burg erscheint dann erst wieder unter Heinrich dem Löwen, der 1147 zum Auftakt des Slawenkreuzzuges hier mit seinem Heer die Elbe durchquert. 1164 bestellte Heinrich den Grafen Reinold von Dithmarschen zum Inhaber der Burg und zum Verwalter der Sadelbande. Der Welfenherzog hielt sich mehrfach auf der Ertheneburg auf: 1163 gab er auf einem Landtag hier das Artlenburger Privileg und 1169, 1170 und 1174 ließ er zu Ertheneburg Urkunden erstellen. Der Bischof Udo von Halberstadt wurde auf der Ertheneburg von Heinrich gefangen gehalten. 1181 setzte Heinrich die Burg auf der Flucht vor Kaiser Friedrich Barbarossa in Brand. Die Ertheneburg wurde danach von Bernhard von Sachsen abgetragen und das Material zur Errichtung der Lauenburg verwendet. Bei der Erwähnung einer Nova Ertheneburg und nachfolgend der Ertheneburg in den mittelalterlichen Quellen für die Zeit nach 1182 handelt es sich deshalb um den Flecken Artlenburg auf der südlichen Elbseite.

## Ausgrabungen
Eine erste archäologische Grabung erfolgte 1923. Gefunden wurden größere, humos verfüllte Gruben, eine Brandstelle mit Hüttenlehm, Scherben, linienförmig aneinandergereihte, größere Steine ohne Mörtelverbindung, Holzkohle, Gips, Tierknochen sowie eiserne Beschläge und Waffen. Eine abschließende Bewertung der Grabungsfunde steht bis heute aus. Der 1951 vorgenommene Wallschnitt förderte aus dem Kernwall eine gurtfurchenverzierte Scherbe spätslawischen Charakters zu Tage, so dass der Wall erst nach dem Jahr 1000 errichtet worden sein kann. Weitere Grabungen 1979/1980 erbrachten überwiegend spätslawische Keramiken des 12. Jahrhunderts, aber auch eine Münze aus der Zeit Heinrichs des Löwen. Wiederum fanden sich aus Felssteinen gefügte Setzungen, deren Sinn nicht erschlossen werden konnte. Demgegenüber fehlt es an Hausgrundrissen und Pfostenverfärbungen. Aufgrund von ebenfalls in größerem Umfang geborgenem Fundmaterial aus der Jungsteinzeit wurde als Ergebnis festgehalten, dass auf der untersuchten Fläche zunächst in der jüngeren Steinzeit und dann wieder im Mittelalter gesiedelt wurde.
In den Jahren 2017 und 2018 kam es auf dem südlichen Elbufer in Artlenburg zu archäologischen Ausgrabungen in einem Neubaugebiet, das etwa 400 Meter südöstlich der Ertheneburg liegt. Dabei wurden Reste einer früh- bis hochmittelalterlichen Siedlung freigelegt. Zu den unter anderem aus Abfallgruben und Brunnen geborgenen Fundstücken zählen slawische und sächsische Keramik, darunter die Reste eines Kugeltopfes. Des Weiteren gab es Metallfunde, wie eine Schere und ein Klappmesser. Bei einem Münzfund handelt es sich um einen halben Silberdenar des Herzogs Bernhard I. Eine Holzkohleuntersuchung datierte das Fundmaterial in den Zeitraum zwischen 1025 und 1157. Die Funde bezeugen, dass während der Bestandszeit der Ertheneburg in geringer Entfernung der Wallanlage auf dem Nordufer auf dem Südufer der Elbe eine Siedlung bestand. Da der Nachweis einer zivilen Siedlung zur Burg auf der Nordseite des Flusses bislang aussteht, stellt sich erneut die Frage, ob die eigentliche Ertheneburg nicht vielleicht doch am Südufer lag und der Wall am Nordufer „nur“ einen Brückenkopf zur Sicherung der Furt darstellte. Die Ergebnisse bis inklusive 2017 sind bereits publiziert. Die Resultate der umfangreicheren Untersuchungen 2018 sind mit Stand 2019 in Bearbeitung.